# Miniera (brano musicale)
Miniera è un brano musicale scritto da Bixio Cherubini e Cesare Andrea Bixio nel 1927 per Gabrè.
Nel dopoguerra fu riportato al successo da Luciano Tajoli, incisa in anni successivi da altri interpreti fra i quali Angelo e Vincenzina Cavallini,  Daniele Serra, Enzo Fusco, Fabrizio Poggi, Claudio Villa, Oscar Carboni, Nilla Pizzi, Luciano Virgili, Milva, Gigliola Cinquetti e Gian Maria Testa.
Nel 1981 Franco Battiato citerà nel suo brano Summer on a Solitary beach, contenuta nel suo album La voce del padrone, la canzone in uno dei versi (....mentre lontano un minatore bruno tornava...).